# Xestia eugnorista
Xestia eugnorista là một loài bướm đêm trong họ Noctuidae.